# Enfield (hrabstwo Grafton)
Enfield – jednostka osadnicza w Stanach Zjednoczonych, w stanie New Hampshire, w hrabstwie Grafton.